# Ctenucha andrei
Ctenucha andrei là một loài bướm đêm thuộc phân họ Arctiinae, họ Erebidae.